# Michael Reeves
Michael Reeves (Maui, 20 de novembro de 1997) é um youtuber e streamer da Twitch norte-americano mais conhecido por seus vídeos com foco em robótica. Ele é membro da OfflineTV, um grupo de criadores de conteúdo de entretenimento online.

## Vida pregressa
Michael nasceu em 1997, filho de pai americano e mãe filipina no Havaí, onde passou a maior parte de sua vida adulta. Enquanto estava no colégio, ele se desinteressou pelo sistema escolar e começou a aprender a programar para conseguir um emprego. Mais tarde, ele frequentou a Northern Arizona University, onde começou a cursar ciência da computação, mas desistiu para se concentrar no trabalho. Na época, ele trabalhava para o governo dos Estados Unidos como fornecedor de software.

## Carreira
Enquanto Michael cursava a universidade, ele lançou seu primeiro vídeo no YouTube, O robô que brilha um laser no seu olho, em 2017, que se tornou viral. Suas ideias de vídeo subsequentes incluíram um Roomba que grita ao atingir um objeto, uma câmera de choque que choca os objetos ao tirar uma foto e um bot do Twitter que compra itens das respostas que recebem mais curtidas. A revista estadunidense Newsweek descreveu Michael como um "lorde da Internet e gênio da codificação".
Em dezembro de 2019, foi anunciado que Michael havia se juntado à OfflineTV, um coletivo de streamers que criam conteúdo e vivem juntos em Los Angeles, na Califórnia. Em seu primeiro vídeo com o grupo, Michael criou uma iteração de laser tag intitulada "taser tag", onde os jogadores ficam chocados com um taser após serem baleados.
Em junho de 2020, Michael começou a transmitir na Twitch, onde transmite jogos e trabalho de tecnologia. Seu stream de estreia atraiu mais de 30.000 espectadores simultâneos.
Com o apoio financeiro da OfflineTV, Michael comprou a plataforma robótica de inspiração canina Spot da Boston Dynamics no final de 2020 e a apresentou em vários vídeos.

## Vida pessoal
Michael está namorando um membro da OfflineTV, LilyPichu.

## Prêmios e indicações
| Ano  | Cerimônia      | Categoria  | Resultado | Ref.   |
| ---- | -------------- | ---------- | --------- | ------ |
| 2020 | Streamy Awards | Tecnologia | Indicado  | [ 18 ] |